# Game Players
 (décembre 2018).
Si vous disposez d'ouvrages ou d'articles de référence ou si vous connaissez des sites web de qualité traitant du thème abordé ici, merci de compléter l'article en donnant les références utiles à sa vérifiabilité et en les liant à la section « Notes et références ».
Game Players est un ancien magazine mensuel de jeux vidéo fondé par Robert C. Lock en 1989 et publié à l'origine par Signal Research à Greensboro, en Caroline du Nord.

## Historique
La première publication débute sous le nom Game Players Strategy to Nintendo Games (la couverture comporte un slogan qui revendique aucune affiliation avec Nintendo). Le magazine évolue au fil des années, en lançant une publication séparée appelée Game Players Sega Genesis Guide lorsque Sega entre sur le marché des consoles. Ces deux magazines sont ensuite fusionnés ensemble dans un seul magazine appelé Game Players.
En 1996, le magazine change son nom pour celui d'Ultra Game Players et introduit un format radicalement différent. À la fin de sa parution, il est transformé en Game Buyer, avant d'être arrêté en 1998.